# Grup Romet
Grup Romet SA, cu sediul în Buzău, România este un holding industrial cu capital privat românesc, format din opt firme care activează în industria apei și aflate în proprietatea omului de afaceri Constantin Toma. Grupul se axează pe executarea de echipamente pentru tratarea apelor în vederea potabilizării, echipamente pentru tratarea apelor uzate și echipamente (produse) destinate rețelelor de apă (hidranți, vane, pompe, compensatoare, cuplaje, coliere de reparații și conducte). Începând cu 1997, holdingul este unic furnizor al armatei române de instalații de potabilizare a apei.
Începând cu anul 2006, Grup Romet implementează sistemul japonez de management „Kaizen”.
Constantin Toma s-a lansat în afaceri în 1990, înființând o firmă de garduri și utilaje agricole la Țintești, iar un an mai târziu a obținut un credit de la BRD cu care a cumpărat 8.000 m² de hale și utilaje de la statul român, intrând astfel în industria apei, la început cu piese de schimb. Ulterior, a fost contactat de doi ingineri de la Romcarbon, care proiectaseră un filtru de apă. Toma a adoptat proiectul, care a câștigat medalia de aur la Salonul de Invenții de la Bruxelles și l-a comercializat sub denumirea de Aquator.
În timp, holdingul s-a extins, ajungând să dețină mai multe fabrici locale vechi (printre care și Aromet, societate ce administra întreprinderea Metalurgica, înființată în 1928 și naționalizată de statul comunist după al Doilea Război Mondial și Turnătoria), dar înființând și alte societăți noi, cum ar fi Superlit, o colaborare cu o firmă turcească pentru producerea de țevi din GRP, colaborare la care Romet a renunțat între timp. Pe 2009, cifra de afaceri a companiei a atins 221 de milioane de euro, iar în același an profitul s-a cifrat la aproximativ 4,5 milioane de lei.
Criza economică ce a început în 2007 a avut însă impact din ce în ce mai mare asupra grupului, acesta înregistrând în 2012 pierderi și dificultăți la încasarea facturilor. Datoriile la sfârșitul lui 2011 se ridicau la dublul capitalului cumulat al firmelor componente. Astfel, grupul a intrat în insolvență la începutul lui 2013 în încercarea de a se redresa. Grupul a ieșit din insolvență în februarie 2015, cu efectivele de angajați reduse de la 2800 la câteva sute.